# Marion Berry
Robert Marion Berry (ur. 27 sierpnia 1942 w Stuttgart, zm. 19 maja 2023 w Little Rock) – amerykański polityk, członek Partii Demokratycznej.

## Działalność polityczna
W latach 1997–2011 przez siedem kolejnych dwuletnich kadencji Kongresu Stanów Zjednoczonych był przedstawicielem pierwszego okręgu wyborczego w stanie Arkansas w Izbie Reprezentantów Stanów Zjednoczonych.